# بريان جرينوود
السير بريان ميلور غرينوود ، CBE ، FRCP ، FRS (مواليد 1938) هو طبيب بريطاني، وعالم أبحاث في الطب الحيوي، وأكاديمي، وحاصل على جائزة Hideyo Noguchi Africa Prize الأولى.
غرينوود هو أستاذ مانسون للطب الاستوائي السريري، في مدرسة لندن لحفظ الصحة وطب المناطق الحارة 

## بحوث الملاريا والتخفيف من آثارها
ركزت مهنة غرينوود على التخفيف من آثار الملاريا والبحث.  خلال خبرته العشر في العمل في نيجيريا، وخمس عشرة عامًا كرئيس مختبرات مجلس البحوث الطبية في غامبيا، كانت اهتماماته البحثية الرئيسية هي الملاريا والالتهابات التي تسببها البكتيريا المغلفة مثل المكورات السحائية (Neissera meningitidis).)
المقاومة العنيدة للملاريا للتحكم والعلاج تم إثباتها في تجربته السريرية في غرب إفريقيا.  أثبتت النكسات في سلسلة من علاجات الأدوية الواعدة أنها محبطة.
على الرغم من أن النجاحات في البحث عن لقاح موثوق به استمرت في إثبات أنه بعيد المنال، فقد استمر الدكتور غرينوود أيضًا في تعزيز نهج وقائي أبسط.  لقد كان في طليعة أولئك الذين يشجعون على استخدام الناموسيات المعالجة كيميائيًا لحماية القرويين النائمين من هجوم الحشرات المصابة بالملاريا.
حصل جرينوود على وسام الشرف للعام 2012 الجديد لخدمات أبحاث الملاريا في إفريقيا.

## جوائز وأوسمة
1977 - وسام تشالمرز، الجمعية الملكية للطب الاستوائي والنظافة (RSTMH).]
1987 - عُيِّن قائد وسام الإمبراطورية البريطانية في مرتبة الشرف بعيد ميلاد الملكة.
1991 - وسام دونالد ماكاي، الجمعية الأمريكية للطب الاستوائي والنظافة.
1993 - دكتوراه فخرية من كلية العلوم والرياضيات في جامعة أوبسالا، السويد 
1995 - جائزة Adesuyi ، جماعة صحة غرب أفريقيا (1995). 
2001 - وسام مانسون ، الجمعية الملكية للطب الاستوائي والنظافة.
2008 - جائزة Hideyo Noguchi Africa في فئة البحوث الطبية
2011 - عين بكالوريوس نايت في مرتبة الشرف للعام الجديد للملكة 
2012 - جائزة John Dirks Canada Gairdner Global Health Award

### جائزة هيديو نوغوتشي الإفريقية
أنشأت الحكومة اليابانية جائزة Hideyo Noguchi Africa Prize في يوليو 2006 كجائزة دولية جديدة في مجال البحوث والخدمات الطبية.  تم الإعلان عن خطط أولية للجائزة بمناسبة الزيارة الرسمية لرئيس الوزراء جونيتشيرو كويزومي إلى أفريقيا في مايو 2006. كما يمثل الإعلان الذكرى الثمانين لوفاة الدكتور نوغوتشي.  تهدف الجائزة إلى تكريم الأفراد الذين حققوا إنجازات بارزة في مكافحة الأمراض المعدية المختلفة في أفريقيا أو في إنشاء أنظمة خدمات طبية مبتكرة.
تتزامن مراسم العرض الافتتاحي والمحاضرات الأولى مع مؤتمر طوكيو الدولي الرابع للتنمية الأفريقية (TICAD)، الذي عقد في يوكوهاما في أواخر أبريل 2008.  تم نقل مكان مؤتمر هذا العام من طوكيو إلى يوكوهاما كطريقة أخرى لتكريم الرجل الذي تم تسمية الجائزة بعده.  في عام 1899، عمل الدكتور نوغوتشي في مكتب الحجر الصحي في ميناء يوكوهاما كطبيب مساعد في الحجر الصحي.
قدم رئيس الوزراء الياباني ياسو فوكودا العرض الفعلي للجائزة؛  وحضر الإمبراطور والإمبراطورة حفل عام 2008 إلى جانب عدد كبير من رؤساء الدول الأفارقة.
تم تكريم غرينوود في فئة البحوث الطبية.  وكان موضوع محاضرته المعلنة «القضاء على الملاريا - هل هذا ممكن؟» 
كانت الجوائز الأولى لهذه الجائزة الدولية - التي تتكون من استشهاد وميدالية وتكريم بقيمة 100 مليون ين (843,668 دولارًا أمريكيًا) - تهدف فقط إلى أن تكون الأولى في سلسلة مستمرة؛  ومن ثم يتم منح الجائزة كل خمس سنوات.  وقد أصبحت الجائزة ممكنة من خلال مزيج من التمويل الحكومي والتبرعات الخاصة.

## روابط خارجية
- Audio interview: Dr. Greenwood discusses Noguchi Prize and his research background in Africa
- Japanese Government Internet TV: streaming video, "Hideyo Noguchi Africa Prize," 2007/04/26 (5 mins.)
- Development Gateway Foundation: Noguchi Prize, Greenwood bio[وصلة مكسورة]
- Gates Malaria Partnership: Greenwood, director
- Malaria Advisory Group (MAG): Greenwood, adviser
- Japan Society for the Promotion of Science: Purpose and Description of the Noguchi Prize
- University of London, London School of Hygiene & Tropical Medicine: Noguchi prize announcement